# Marc Tardif
Pour les articles homonymes, voir Tardif.
Marc Tardif (né le 12 juin 1949 à Saint-Méthode-de-Frontenac au Québec, Canada) est un joueur de hockey sur glace, qui évoluait au poste d'ailier gauche, dans la Ligue nationale de hockey et l'Association mondiale de hockey.

## Biographie
Marc Tardif naît à Quebec le 12 juin 1949.
Après deux campagnes avec le Canadien junior de Montréal de la Ligue de hockey junior majeur du Québec, les Canadiens de Montréal, invoquant pour la dernière fois leur privilège de choisir des joueurs québécois au premier et deuxième tour du repêchage amateur, font de Tardif leur deuxième choix au repêchage amateur de la LNH 1969, son ami Réjean Houle ayant été le premier choix. Il passe la majeure partie de la 1969-1970 avec les Voyageurs de Montréal, alors club-école des Canadiens, étant l'une des vedettes offensives d'une équipe remplie de futures vedettes de la LNH (dont Jude Drouin, Guy Charron, Guy Lapointe et Peter Mahovlich). Il fait son entrée dans la LNH pour de bon la saison suivante et joue avec aplomb, remportant la Coupe Stanley avec les Canadiens.
Ne s'entendant plus avec l'entraîneur des Canadiens, Scotty Bowman, Tardif se laisse séduire par l'AMH et signe avec les Sharks de Los Angeles au cours de l'été 1973 ; il paraphe un contrat de trois ans pour 450 000 dollars. Il inscrit quarante buts au cours de la saison avec l'équipe des Sharks lors de la saison 1973-1974. L'équipe se retrouve au Michigan la saison suivante et Tardif les suit, jouant brillamment avant d'être échangé aux Nordiques de Québec au cours de la saison. Il signe avec les Nordiques pour quatre saisons et une somme de 140 000 dollars par an et est aligné avec deux autres québécois, Christian Bordeleau et Réal Cloutier.
Il récolte soixante-douze points en cinquante-trois matchs dans l'uniforme du « fleur-de-lysé » au terme de la saison, aidant les Nordiques à atteindre la finale du trophée mondial Avco, perdant contre les Aeros de Houston. La saison suivante, il marque soixante-et-onze buts et ajoute soixante-dix-sept passes pour un total de cent quarante-huit points, dominant la ligue aux chapitres des buts, passes et points avec une avance considérable sur ses plus proches poursuivants, tandis que les Nordiques récoltent cinquante victoires. Tardif devient ainsi seulement le deuxième joueur à dépasser la marque des 70 buts au cours d'une seule saison – le premier étant Bobby Hull. Ses séries sont cependant écourtées par Rick Jodzio des Cowboys de Calgary, qui attaque sauvagement Tardif avec son bâton puis le frappe avec ses poings. L'incident cause une sérieuse blessure à la tête de Tardif et il s'agit d'une des premières blessures à la tête connue. Jodzio est suspendu par l'AMH et il reçoit par la suite une amende de 3 000 dollars par le tribunal du Québec.
La saison suivante, il est nommé capitaine et mène les Nordiques à leur unique championnat de la Coupe AVCO avec un autre effort de 100 points. En 1977-1978, Tardif établit un record dans le hockey professionnel (plus tard battu par Wayne Gretzky) avec 154 points dans une saison, une performance qui lui vaut son second titre de meilleur joueur de la ligue.
Il reste une star des Nordiques jusqu'à leur entrée dans la LNH en 1979, devenant leur premier capitaine dans la LNH ; il se retire finalement au terme de la saison 1982-1983. Les Nordiques retirent son numéro 8 pour honorer ses performances.
En 2020, il habite à Québec, dans la province de Québec, où il détient deux franchises automobiles, Charlesbourg Toyota et Kia Beauport,.

## Statistiques
| Saison     | Équipe                                | Ligue      |     | Saison régulière | Saison régulière | Saison régulière | Saison régulière | Saison régulière |    | Séries éliminatoires | Séries éliminatoires | Séries éliminatoires | Séries éliminatoires | Séries éliminatoires |
| Saison     | Équipe                                | Ligue      | PJ  | B                | A                | Pts              | Pun              | PJ               | B  | A                    | Pts                  | Pun                  |                      |                      |
| 1967-1968  | Canadien junior de Montréal           | AHO        | 54  | 32               | 34               | 66               | 62               |                  |    |                      |                      |                      |                      |                      |
| 1968-1969  | Canadien junior de Montréal           | AHO        | 51  | 31               | 41               | 72               | 121              |                  |    |                      |                      |                      |                      |                      |
| 1969-1970  | Canadiens de Montréal                 | LNH        | 18  | 3                | 2                | 5                | 27               |                  |    |                      |                      |                      |                      |                      |
| 1969-1970  | Voyageurs de Montréal                 | LAH        | 45  | 27               | 31               | 58               | 70               | 8                | 3  | 6                    | 9                    | 29                   |                      |                      |
| 1970-1971  | Canadiens de Montréal                 | LNH        | 76  | 19               | 30               | 49               | 133              | 20               | 3  | 1                    | 4                    | 40                   |                      |                      |
| 1971-1972  | Canadiens de Montréal                 | LNH        | 75  | 31               | 22               | 53               | 81               | 6                | 2  | 3                    | 5                    | 9                    |                      |                      |
| 1972-1973  | Canadiens de Montréal                 | LNH        | 76  | 25               | 25               | 50               | 48               | 14               | 6  | 6                    | 12                   | 6                    |                      |                      |
| 1973-1974  | Sharks de Los Angeles                 | AMH        | 75  | 40               | 30               | 70               | 47               |                  |    |                      |                      |                      |                      |                      |
| 1974-1975  | Stags de Michigan Blades de Baltimore | AMH        | 23  | 12               | 5                | 17               | 9                |                  |    |                      |                      |                      |                      |                      |
| 1974-1975  | Nordiques de Québec                   | AMH        | 53  | 38               | 34               | 72               | 70               | 15               | 10 | 11                   | 21                   | 10                   |                      |                      |
| 1975-1976  | Nordiques de Québec                   | AMH        | 81  | 71               | 77               | 148              | 79               | 2                | 1  | 0                    | 1                    | 2                    |                      |                      |
| 1976-1977  | Nordiques de Québec                   | AMH        | 62  | 49               | 60               | 109              | 65               | 12               | 4  | 10                   | 14                   | 8                    |                      |                      |
| 1977-1978  | Nordiques de Québec                   | AMH        | 78  | 65               | 89               | 154              | 50               | 11               | 6  | 9                    | 15                   | 11                   |                      |                      |
| 1978-1979  | Nordiques de Québec                   | AMH        | 74  | 41               | 55               | 96               | 98               | 4                | 6  | 2                    | 8                    | 4                    |                      |                      |
| 1979-1980  | Nordiques de Québec                   | LNH        | 58  | 33               | 35               | 68               | 30               |                  |    |                      |                      |                      |                      |                      |
| 1980-1981  | Nordiques de Québec                   | LNH        | 63  | 23               | 31               | 54               | 35               | 5                | 1  | 3                    | 4                    | 2                    |                      |                      |
| 1981-1982  | Nordiques de Québec                   | LNH        | 75  | 39               | 31               | 70               | 55               | 13               | 1  | 2                    | 3                    | 16                   |                      |                      |
| 1982-1983  | Nordiques de Québec                   | LNH        | 76  | 21               | 31               | 52               | 34               | 4                | 0  | 0                    | 0                    | 2                    |                      |                      |
| Totaux AMH | Totaux AMH                            | Totaux AMH | 446 | 316              | 350              | 666              | 418              | 44               | 27 | 32                   | 59                   | 35                   |                      |                      |
| Totaux LNH | Totaux LNH                            | Totaux LNH | 517 | 194              | 207              | 401              | 443              | 62               | 13 | 15                   | 28                   | 75                   |                      |                      |